# Masao Arai
Masao Arai (jap. 荒井政雄 Arai Masao; ur. 2 czerwca 1949 w prefekturze Yamaguchi, zm. 9 listopada 2024) – japoński zapaśnik walczący w stylu wolnym. Brązowy medalista olimpijski z Montrealu 1976, w kategorii 57 kg.
Mistrz świata w 1975 roku.